# Клоны
Кло́ны — деревня в Лухском районе Ивановской области России. Входит в состав Порздневского сельского поселения. По данным Всероссийской переписи населения 2010 года, постоянное население в деревне отсутствовало.

## География
Деревня расположена в восточной части Ивановской области, у пруда, в 15 км к северо-востоку от центра поселения, села Порздни, и в 32 км к северо-востоку от районного центра — посёлка Лух. Рядом протекает река Добрица.

## История

### Ссылка Михаила Романова
Исторические источники XIX века связывают село Клоны с событиями Смутного времени. Согласно «Памятной книжке Костромской губернии на 1862 год», после опалы Романовых царём Борисом Годуновым участь ссыльных была смягчена: в 1602 году царь позволил тётке будущего государя, вдовой княгине Марфе Никитичне Черкасской, жить вместе с юным Михаилом Романовым в их родовой вотчине — селе Клоны Юрьевецкого уезда. Эта же версия излагается и в более поздних костромских изданиях, например, в «Статистическом описании соборов и церквей Костромской епархии» 1863 года.
Несмотря на это, в современной историографии и краеведении продолжается дискуссия о точном месте ссылки. В качестве альтернативной версии называется село Клины Юрьев-Польского уезда. Документальных подтверждений XVII века о пребывании Михаила Фёдоровича именно в Клонах не сохранилось, а археологические находки на месте предполагаемой усадьбы, по некоторым свидетельствам, датируются не ранее XVIII века.

### XVII—XXI века
В XVII веке в селе существовала деревянная церковь. В 1777 году на средства тогдашнего владельца села, князя Петра Григорьевича Вяземского, была построена каменная Казанская церковь с тремя престолами.
В XIX — первой четверти XX века село входило в состав Якушевской волости Юрьевецкого уезда Костромской губернии. Согласно «Спискам населённых мест Российской империи» 1873 года, село Клоны насчитывало 35 дворов, 166 жителей (80 мужчин и 86 женщин), имело православную церковь и ярмарку. В 1886 году, по данным сборника «Волости и важнейшие селения Европейской России», Клоны являлись бывшим государственным селом, где было 32 двора, 180 жителей, 5 лавок, еженедельный базар по средам и ежегодная ярмарка 23 июня.
По данным переписи 1897 года, население возросло до 207 человек (61 мужчина, 146 женщин). К 1907 году в селе насчитывалось 48 дворов и 190 жителей. Основными промыслами, помимо земледелия, были портняжный и лесной.
С 1918 года Клоны находились в составе Иваново-Вознесенской губернии. В советский период, после закрытия церкви, село получило статус деревни. С 1935 года деревня входила в Быковский сельсовет Лухского района. С 2005 года, после муниципальной реформы, включена в состав Порздневского сельского поселения.

## Население
По данным переписи 2002 года, в деревне проживало 9 человек, из них 89% — русские. К 2010 году постоянное население полностью отсутствовало.
| 1872 | 1897 | 1907 | 2002 | 2010 |
| ---- | ---- | ---- | ---- | ---- |
| 166  | ↗207 | ↘190 | ↘9   | ↘4   |

## Достопримечательности

### Церковь Казанской иконы Божией Матери (1777)
В деревне находятся руины каменной Казанской церкви, построенной в 1777 году. Храм является ярким памятником архитектуры, сочетающим традиции древнерусского зодчества с элементами раннего барокко. Основной объём храма — восьмерик на четверике, увенчанный одной главой. Характерной чертой являются фигурные кокошники над окнами второго света.
К настоящему времени утрачены алтарная апсида, трапезная (служившая тёплой церковью с южным приделом) и колокольня. Сохранилась нижняя часть южных ворот церковной ограды. Внутри основного объёма сохранились фрагменты масляной живописи, выполненной в 1900—1909 годах. Росписи архаичны для своего времени и стилистически тяготеют к манере конца XVIII века, напоминая росписи церкви Воздвижения Креста в Палехе. На своде расположена редкая для начала XX века композиция «Отечество». Состояние фресок оценивается как крайне плачевное.
Церковь не действует, находится в руинированном состоянии. Объект является памятником архитектуры регионального значения.

## Современное состояние
Деревня Клоны является нежилой, постоянное население отсутствует с 2000-х годов. Большинство домов заброшены и разрушаются. Сохраняется несколько домов, используемых как дачи или охотничьи домики. Место предполагаемого боярского двора Романовых, расположенное к востоку от церкви, подвергается незаконным раскопкам «чёрных копателей», что наносит ущерб культурному слою.